# تتفورد، ورمونت
تتفورد (به انگلیسی: Thetford) یک منطقهٔ مسکونی در ایالات متحده آمریکا است که در شهرستان اورنج، ورمانت واقع شده‌است.
 تتفورد ۱۱۴٫۴ کیلومتر مربع مساحت و ۲٬۶۱۷ نفر جمعیت دارد و ۱۸۴ متر بالاتر از سطح دریا واقع شده‌است.